# Liste der Naturdenkmale in Laufenburg (Baden)
| Naturdenkmale | Anzahl |
| ------------- | ------ |
| FND           | 0      |
| END           | 2      |
| Gesamt        | 2      |

Die Liste der Naturdenkmale in Laufenburg nennt die verordneten Naturdenkmale (ND) der im baden-württembergischen Landkreis Waldshut liegenden Stadt Laufenburg. In Laufenburg gibt es insgesamt zwei als Naturdenkmal geschützte Objekte, keines ist ein flächenhaftes Naturdenkmal (FND), beide sind Einzelgebilde-Naturdenkmale (END).
Stand: 13. November 2016.

## Einzelgebilde (END)
| Name                     | Bild | Kennung     | Einzelheiten | Position | Fläche Hektar | Datum         |
| ------------------------ | ---- | ----------- | ------------ | -------- | ------------- | ------------- |
| Winterlinde              |      | 83370660002 | Laufenburg   | ???      | 0,0           | 28. Dez. 1972 |
| 2 Winterlinden           |      | 83370660001 | Laufenburg   | ???      | 0,0           | 28. Dez. 1972 |
| Legende für Naturdenkmal |      |             |              |          |               |               |